# Ascoli Calcio 1898 1991-1992
Questa voce raccoglie le informazioni riguardanti l'Ascoli Calcio 1898 nelle competizioni ufficiali della stagione 1991-1992.

## Stagione
In questa amara stagione l'Ascoli si è classificata ultima nel massimo campionato, nonostante l'avvicendamento tecnico tra Giancarlo De Sisti, esonerato in gennaio, e Massimo Cacciatori, la squadra bianconera è andata incontro ad una nuova retrocessione, dopo l'immediato ritorno nella massima serie della stagione precedente. La squadra bianconera ha raccolto la miseria di 6 punti nel girone di andata e 8 punti nel girone discendente. Nella Coppa Italia l'Ascoli è entrato in gioco nel corso del secondo turno ed è stato subito eliminato nel doppio confronto dal Bari.

## Divise e sponsor

Il neoacquisto Oliver Bierhoff (a sinistra) in azione con la seconda divisa rossa nella trasferta di campionato a Torino, contrastato dallo juventino Kohler.

Il fornitore tecnico fu Ennerre, mentre lo sponsor ufficiale fu Imesa.
| Casa | Trasferta |

## Rosa
| N. |                   | Ruolo | Calciatore                  |
| -- | ----------------- | ----- | --------------------------- |
|    | Italia (bandiera) | P     | Roberto Bocchino            |
|    | Italia (bandiera) | P     | Fabrizio Lorieri (capitano) |
|    | Italia (bandiera) | P     | Maurizio Scaramucci         |
|    | Italia (bandiera) | D     | Antonio Aloisi              |
|    | Italia (bandiera) | D     | Paolo Benetti               |
|    | Italia (bandiera) | D     | Giovanni Di Rocco           |
|    | Italia (bandiera) | D     | Salvatore Fusco             |
|    | Italia (bandiera) | D     | Osvaldo Mancini             |
|    | Italia (bandiera) | D     | Luca Marcato                |
|    | Italia (bandiera) | D     | Rosario Pergolizzi          |
|    | Italia (bandiera) | D     | Massimo Piscedda            |
|    | Italia (bandiera) | C     | Lucio Bernardini            |
|    | Italia (bandiera) | C     | Luigi Bugiardini            |
|    | Italia (bandiera) | C     | Adriano Cannellini          |

| N. |                      | Ruolo | Calciatore          |
| -- | -------------------- | ----- | ------------------- |
|    | Italia (bandiera)    | C     | Carlo Cavaliere     |
|    | Italia (bandiera)    | C     | Fiorenzo D'Ainzara  |
|    | Italia (bandiera)    | C     | Giorgio Enzo        |
|    | Italia (bandiera)    | C     | Nicola Ercolino     |
|    | Italia (bandiera)    | C     | Michele Menolascina |
|    | Italia (bandiera)    | C     | Angelo Pierleoni    |
|    | Argentina (bandiera) | C     | Pedro Troglio       |
|    | Belgio (bandiera)    | C     | Patrick Vervoort    |
|    | Italia (bandiera)    | C     | Pietro Zaini        |
|    | Germania (bandiera)  | A     | Oliver Bierhoff     |
|    | Italia (bandiera)    | A     | Bruno Giordano      |
|    | Italia (bandiera)    | A     | Filippo Maniero     |
|    | Italia (bandiera)    | A     | Claudio Pierantozzi |
|    | Italia (bandiera)    | A     | Giovanni Spinelli   |

## Risultati

### Serie A

#### Girone di andata
| Arbitro: | Luci (Firenze) |

|  |           |                    |
|  | Marcatori | 39’ (aut.) Benetti |

| Arbitro: | Felicani (Bologna) |

|             |           |                |
| Perrone 64’ | Marcatori | 50’ Pergolizzi |

| Arbitro: | Bazzoli (Merano) |

|                     |           |  |
| Aguilera 61’ (rig.) | Marcatori |  |

| Arbitro: | Nicchi (Arezzo) |

|                 |           |                                    |
| B. Giordano 53’ | Marcatori | 13’ Doll 56’, 69’ Sosa 85’ Bergodi |

| Arbitro: | Boggi (Salerno) |

|                                                 |           |  |
| Lombardo 12’ Vialli 30’ (rig.), 40’ Mancini 32’ | Marcatori |  |

| Arbitro: | Trentalange (Torino) |

|           |           |                              |
| Zaini 28’ | Marcatori | 2’, 60’ Careca 51’, 85’ Zola |

| Arbitro: | Bettin (Padova) |

|             |           |  |
| Signori 79’ | Marcatori |  |

| Ascoli Piceno 27 ottobre 1991 8ª giornata | Ascoli             | 0 – 0 referto | Fiorentina | Stadio Cino e Lillo Del Duca\| Arbitro: \| Fabricatore (Roma) \| |
| Arbitro:                                  | Fabricatore (Roma) |               |            |                                                                  |

| Arbitro: | Sguizzato (Verona) |

|             |           |  |
| Benetti 72’ | Marcatori |  |

| Arbitro: | Quartuccio (Torre Annunziata) |

|                        |           |             |
| Berti 47’ R. Ferri 52’ | Marcatori | 90’ Troglio |

| Arbitro: | Lo Bello (Siracusa) |

|  |           |                         |
|  | Marcatori | 1’ Kohler 61’ Casiraghi |

| Arbitro: | Beschin (Legnago) |

|                  |           |  |
| Fonseca 46’, 59’ | Marcatori |  |

| Arbitro: | Pezzella (Frattamaggiore) |

|                         |           |                    |
| Maniero 35’ Benetti 45’ | Marcatori | 55’ Soda 87’ Platt |

| Arbitro: | Collina (Bologna) |

|            |           |  |
| C. Pin 65’ | Marcatori |  |

| Arbitro: | Boggi (Salerno) |

|                 |           |                |
| B. Giordano 45’ | Marcatori | 53’ Rizzitelli |

| Arbitro: | De Angelis (Roma) |

|                          |           |  |
| A. Melli 55’ Minotti 59’ | Marcatori |  |

| Arbitro: | Scaramuzza (Mestre) |

|  |           |                                                                    |
|  | Marcatori | 8’ (aut.) Marcato 29’ Lentini 48’ Policano 81’ (rig.) G. Bresciani |

#### Girone di ritorno
| Arbitro: | Bettin (Padova) |

|                                                  |           |               |
| Simone 7’ Maldini 35’ Rijkaard 62’ Albertini 69’ | Marcatori | 48’ D'Ainzara |

| Arbitro: | Rodomonti (Teramo) |

|            |           |  |
| Aloisi 55’ | Marcatori |  |

| Arbitro: | Mughetti (Cesena) |

|  |           |                             |
|  | Marcatori | 67’ Bortolazzi 85’ Aguilera |

| Arbitro: | Cardona (Milano) |

|             |           |             |
| Stroppa 60’ | Marcatori | 89’ Benetti |

| Arbitro: | Merlino (Torre del Greco) |

|  |           |           |
|  | Marcatori | 45’ Silas |

| Arbitro: | Rosica (Roma) |

|                                                     |           |                    |
| Careca 7’ Padovano 16’, 61’ Francini 30’ Alemao 70’ | Marcatori | 47’ (aut.) Ferrara |

| Arbitro: | Quartuccio (Torre Annunziata) |

|                            |           |              |
| D'Ainzara 39’ Bierhoff 71’ | Marcatori | 80’ A. Porro |

| Arbitro: | Boggi (Salerno) |

|               |           |                           |
| Maiellaro 62’ | Marcatori | 21’ Troglio 35’ D'Ainzara |

| Arbitro: | Trentalange (Torino) |

|                                                |           |             |
| Dezotti 7’ (rig.) Florijancic 79’ Marcolin 90’ | Marcatori | 71’ Benetti |

| Arbitro: | Pezzella (Frattamaggiore) |

|              |           |                    |
| Bierhoff 12’ | Marcatori | 28’, 78’ Klinsmann |

| Arbitro: | Chiesa (Milano) |

|                      |           |  |
| R. Baggio 53’ (rig.) | Marcatori |  |

| Arbitro: | Baldas (Trieste) |

|                      |           |                                        |
| Cavaliere 34’ (rig.) | Marcatori | 16’ Napoli 55’ Francescoli 81’ Criniti |

| Arbitro: | Arena (Ercolano) |

|                      |           |             |
| Progna 87’ Platt 89’ | Marcatori | 38’ Troglio |

| Arbitro: | Boemo (Cervignano del Friuli) |

|             |           |               |
| Maniero 58’ | Marcatori | 53’ Stojkovic |

| Arbitro: | Felicani (Bologna) |

|                  |           |  |
| A. Carnevale 88’ | Marcatori |  |

| Arbitro: | Beschin (Legnago) |

|                        |           |                                   |
| Troglio 4’ Maniero 45’ | Marcatori | 17’, 90’ (rig.) Catanese 51’ Grun |

| Arbitro: | Dinelli (Lucca) |

|                                                                               |           |                       |
| Sordo 6’ S. Benedetti 12’ Martin Vazquez 40’ Pierleoni 59’ (aut.) Lentini 74’ | Marcatori | 35’ Maniero 82’ Zaini |

### Coppa Italia
| Arbitro: | Pezzella (Frattamaggiore) |

|                                  |           |                |
| Platt 3’ (rig.) D. Fortunato 90’ | Marcatori | 6’ B. Giordano |

| Arbitro: | Merlino (Torre del Greco) |

|                        |           |                                     |
| B. Giordano 18’ (rig.) | Marcatori | 48’ Platt 81’ Joao Paulo 83’ Caccia |